# بيير هنري
بيير هنري (بالفرنسية: Pierre Henry )‏ (و. 1927 – 2017 م) هو ملحن، وفنان صوت، ومؤلفو موسيقى تصويرية، ومنتج أسطوانات، وموسيقي فرنسي، ولد في باريس، توفي في باريس، عن عمر يناهز 90 عاماً، بسبب إنتان.

## التعليم
تعلم في معهد باريس للموسيقى.

## جوائز
حصل على جوائز منها:
- نيشان جوقة الشرف من رتبة ضابط
- نيشان الاستحقاق الوطني من رتبة ضابط
- قائد الفنون والآداب.

## وصلات خارجية
- بيير هنري على موقع IMDb (الإنجليزية)
- بيير هنري على موقع الموسوعة البريطانية (الإنجليزية)
- بيير هنري على موقع مونزينجر (الألمانية)
- بيير هنري على موقع ميوزك برينز (الإنجليزية)
- بيير هنري على موقع إن إن دي بي (الإنجليزية)
- بيير هنري على موقع أول ميوزيك (الإنجليزية)
- بيير هنري على موقع ديسكوغز (الإنجليزية)
- بيير هنري على موقع قاعدة بيانات الفيلم (الإنجليزية)
- بيير هنري في قاعدة بيانات الأفلام على الإنترنت